# Pterogonium apiculatum
Pterogonium apiculatum là một loài Rêu trong họ Leucodontaceae. Loài này được (Brid.) Schwägr. miêu tả khoa học đầu tiên năm 1811.